# Panamá nos Jogos Olímpicos
O Panamá apareceu em 12 edições dos Jogos Olímpicos de Verão, com sua primeira participação nos Jogos de 1928. O país nunca participou dos Jogos Olímpicos de Inverno.

## Lista de Medalhistas
| Medalha           | Nome            | Jogos        | Esporte   | Evento                       |
| ----------------- | --------------- | ------------ | --------- | ---------------------------- |
| Medalha de bronze | Lloyd La Beach  | 1948 Londres | Atletismo | 100m masculino               |
| Medalha de bronze | Lloyd La Beach  | 1948 Londres | Atletismo | 200m masculino               |
| Medalha de ouro   | Irving Saladino | 2008 Pequim  | Atletismo | Salto em distância masculino |